# Апсолутно фантастичне
Апсолутно фантастичне (енгл. Absolutely Fabulous) је британски ситком који је почео да се емитује 1992. године до 1996. Сценарио за серију је писала Џенифер Саундерс која је такође глумила у главној улози у серији.
Серија прати Еди Монсун, жену која ради као ПР, алкохоличарку и бившу наркоманку која прати модерне трендове и жели да буде мршава али јој не иде. Спријатељује се са Петси Стоун, новинарком чија злоупотреба дрога, конзумирање алкохола и промискуитет остављају Еди у сенци. Еди ћерка Сафрон очајнички покушава да мајку "врати у колосек" али јој не иде.

## Улоге
- Џенифер Сондерс као Еди Монсун
- Џоана Ламли као Патси Стоун
- Џулија Савала као Сафрон Монсун
- Џун Витфилд мајка Едине
- Џејн Хорокс као Бабл
- Кристофер Рајан као Маршал
- Мо Гафни као Бо
- Наоко Мори као Сара
- Кристофер Малком као Џастин
- Хелен Ледерер као Катрина
- Харијет Торп као Флер
- Гари Бидл као Оливер
- Кејти Бурк као Магда
- Лулу као Лулу
- Меријен Фејтфул као Бог
- Твиги као Твиги
- Тили Блеквуд као Кеди Бендер
- Ентони Котон као Дејмон
- Ема Бантон као Ема Бантон
- Феликс Декстер као Џон Џонсон

## Епизоде
| Сезона | Сезона                | Сезона                | Број епизода | Премијера          | Премијера          |
| Сезона | Сезона                | Сезона                | Број епизода | Прво емитовање     | Последње емитовање |
| ------ | --------------------- | --------------------- | ------------ | ------------------ | ------------------ |
|        | 1                     | 1                     | 6            | 12. новембар 1992. | 17. децембар 1992. |
|        | 2                     | 2                     | 6            | 27. јануар 1994.   | 10. март 1994.     |
|        | 3                     | 3                     | 8            | 30. март 1995.     | 11. мај 1995.      |
|        | Специјал              | Специјал              | Специјал     | 6. новембар 1996.  | 7. новембар 1996.  |
|        | 4                     | 4                     | 7            | 31. август 2001.   | 5. октобар 2001.   |
|        | Специјал              | Специјал              | Специјал     | 27. децембар 2002. | 27. децембар 2002. |
|        | 5                     | 5                     | 8            | 17. октобар 2003.  | 24. децембар 2003. |
|        | Специјал              | Специјал              | Специјал     | 25. децембар 2004. | 25. децембар 2004. |
|        | Специјал за годишњицу | Специјал за годишњицу | 3            | 25. децембар 2011  | 23. јул 2012       |

### 1. сезона
| Бр. еп. | Наслов        | Премијера          |
| --- | ------------- | ------------------ |
| 1 | ''Мода''      | 12. новембар 1992. |
| Еди 'Еди' Монсун се буди са мамурлуком и кривицом због своје ћерке Сафрон којој је Еди обећала да ће престати да пије. Сафрон не даје мајци никакве симпатије, упркос томе што је био дан њене велике модне ревије. Еди најбоља пријатељица Патрисија 'Патси' Стоун стиже да се виде након посла и иду на ревију. Кад стигну, листа гостију изгледа прилично безвезе: уместо принцезе ДаЏејн долази принцеза Ана. Еди жели да се почасти и види неколико познатих личности, претварајући шоу у огроман успех. Након пријема, Патси и Еди су се зауставиле поред њене канцеларије пиЏејн и подсећајући се на прошлост. Кад се врате у Еди кућу, Сафрон им залупи вратима у лице. Следећег јутра Патси и Еди раде заједно како би превариле Сафрон како би помислила да ће њена мајка ићи у клинику за одвикавање. |               |                    |
| 2 | ''Дебела''    | 19. новембар 1992. |
| Пошто је схватила да јој већина одеће више не одговара, Еди одлучује да треба да смрша. Игноришући Сафронине савете да једноставно једе боље и вежба, она телефонира свом приватном лекару у покушају да добије неке таблете за мршављење. Неуспешно, Патси улази и сугерира да је пластична хирургија најбоља метода. У канцеларији, Буббле говори Еди да је ужаснута што Пени Каспар-Морс долази у посету, витак и гламурозан модел који је некад био познат као "Стик" и мучио Еди због своје тежине. Еди покушава да вежба, али кад Пени дође у град за мање од недељу дана, она дозвољава Патси да закаже састанак за липосукцију, да уклони масно ткиво и повећа усне. Након узнемирујуће ноћне море о томе да поступак крене ужасно погрешно, Еди одустаје од идеје и само одлучи да прикрије тако што обуче велику дугу дуксерицу. Патси улази и говори Еди добре вести: Пени је слепа и неће знати колико Еди тежи. Касније Еди пијана прича Пени о томе како јој је упропастила живот, хвали се колико је успешна и мршава, и зграби Пенине руке и ставља их на струк показујући колико је узак. |               |                    |
| 3 | ''Француска'' | 26. новембар 1992. |
| Еди одлази на одмор у замак на југу Француске са Патси, иако ниједна од њих не зна француски. Након ужурбаног лета, одлазе до замка само да открију да је то заправо рустикална викендица. Нема хране ни вина, а стари Француз који пуши ланцима стално свраћа код њих, али они не могу разумети његов француски и покушавају да га преусмере. Сафрон стиже дан или два касније да их спаси; Буббле долази заједно јер је требала да достави хитну поруку у вези са Единим пословима украшавања дома, али она све заборавља. Дани пролазе: Еди и Патси се напије у локалној берби, али покушају и мирније активности, попут акварелног сликања и стоног тениса, у чему Патси ужива након што се освежи с мало кокаина. Буббле се изненада сећа поруке и Еди панично пада у несвест и жури кући. Док се спремају да напусте викендицу, стари Француз сврати и понавља своју поруку Буббле, која савршено разуме: Остале су на погрешном месту, а особље их очекује у шатору низ улицу. Касније, британска царина уништава читаву забаву када се у Патсином пртљагу нађе врећа са белим прахом, али ослобађају се упозорења када се прах покаже као "потпуно безопасна, невина супстанца". Патси је, уместо да јој буде лакнуло, ужаснута јер схвата да је заправо уживала играјући пинг-понг. |               |                    |
| 4 | ''Контејнер'' | 3. децембар 1992.  |
| У купатилу на спрату, Патси помаже Еди да се пробије у свом новом контејнеру за изолацију, док Сафрон, у кухињи испод, ради на презентацији о ДНК са неколико колега, припремајући се за Отворени дан свог факултета. Кад се Патси и Еди спусте доле, друже се и разговарају гласно толико дуго да Сафрон пита своју мајку зашто није на послу. Еди објашњава да је њена секретарка Буббле ради тако посвећено да више нема шта да ради у канцеларији. Кад Еди коначно крене на посао, показало се да је у праву: Буббле ради вредно и сређује надолазеће састанке, док Един посао своди на читање часописа. Код куће, осећајући се одбаченом и бескорисном, Еди се изненада занима за Сафронјину ДНК презентацију и моли да буде позвана на Дан отворених врата; Сафрон, међутим, одбија. Еди тада прети да ће усвојити румунску бебу. Кад је Сафрон мисли да блефира, Еди телефонира Буббле и наређује јој да пошаље избор румунских беба како би могла да одабере једну. Затим напушта собу и беспоштедно покушава отказати уговор, али већ је касно. Касније се Сафрон одриче и говори Еди да ипак може доћи на Дан отворених врата. Следећег дана, током презентације, жена се прекида и тражи госпођу Еди Монсун. Еди излази и враћа се држећи бебу; тада се све више и више беба чује све док врисак не чују сви. Сафрон бесно вришти за мајком. Тада се Еди буди у паници, још увек у свом контејнеру, и схвата да је то био само сан. |               |                    |
| 5 | ''Рођендан''  | 10. децембар 1992. |
| Единје 40. рођендан. Ни она није пресретна због тога, а забава изненађења коју је Сафрон планирала за њу само јој смета. Уместо гламурозне везе с феноменалним гостима и јапанском храном како се надала, испада да је њен 40. рођендан породични ручак, који је Сафрон скувала и послужила у кухињи. Попис гостију чине: Едина два бивша супруга, Цастин и Маршал са њиховим новим љубавницима, Бо и Оливер; Гран; Сафрон; и Патси. Рођенданска девојка се заиста понаша врло лоше, прелазећи између самосажаљења и зл па убрзо изазива Оливера, свог најмање омиљеног госта. Међутим, Џастин, МАршал и Бо стоички остају, док Еди са Патси на спрату пуши марихуану. На крају, док Еди и Патси пијано певају са новом караоке машином, Јустин и Бо су шапутали о плановима да прекину да плаћају Еди алиментацију. |               |                    |
| 6 | ''Магазин''   | 17. децембар 1992. |
| Еди се враћа кући након што је провела ноћ са старим дечком, а Патси није срећна због тога што осећа да ју је оставила по страни. Као извршни директор моде у часопису, Патси на свом послу мора да употреби мапу да пронађе своју канцеларију. Кад јој је уредница Магда рекла да ће бити домаћин емисије модног облачења на јутарњој телевизији, Патси се потукла са својим моделима. Патси покушава уверити Саффрон и њену баку да гостују у тој телевизијској емисији. Сафрон се слаже, али само ако се Патси одсели из куће и дозволи Еди да има дечка. Кад се појави у јутарњој емисији, Патси изненада постаје забринута и може одговорити само са "Да, здраво, хвала", на сва питања домаћина. Упркос томе, Патси је импресионирана својим изгледом након што јој је понуђен посао водитељке временске прогнозе. Патси је на крају убедила Еди да се растане са својим дечком. |               |                    |

### 2. сезона
| Бр. еп. | Наслов                   | Премијера         |
| --- | ------------------------ | ----------------- |
| 1 | ''Болница''              | 27. јануар 1994.  |
| Патсијини непристојни изласци са заступником из парламента стављају је на насловну страну сваког таблоида у земљи, а то није било довољно лоше, њена година је наведена као "47". То ју је натерало да учествује у интервјуу са новинаром Хело! часописа који ни сам не зна ко је Патси. Патси се припрема за интервју импровизацијом дизања лица хируршким операцијама, а потом открива да фотограф неће бити током интервјуа. У међувремену, Еди боли зглоб на нози, а након што је позвала свог лекара у Швајцарску, одлучује да оде у приватну болницу на операцију. У болници, Еди и Патси чине живот пакао медицинским сестрама и особљу. Док је анестезирана, Еди сања да се налази на смртној постељи и прима опроштајне посете од идеализованих верзија своје породице и пријатеља. У суседној операцијској сали, Патси сања да изгледа младолико за њу Поздрав! ширити. На крају, све постаје јасније; Еди се буди и открива да су јој болови у ножним прстима узроковани залуталом акупунктурном иглом која јој је пролазила од лобање до ножног зглоба, а Патсина кожа је спаљена с лица. Кад виде Патсијево лице, Еди мајка пада у несвест и особље покушава успоставити ред, али Еди захтева да је особље одведе у државну болницу. |                          |                   |
| 2 | ''Смрт''                 | 3. фебруар 1994.  |
| Един отац је умро. Њена мајка се добро сналази, Сафрон је поред мајке због ситуације погоди је: оборе јој се чињеница да ће једног дана умрети. Следећег дана, она купује гомилу веома скупих уметничких дела „да се опросте нацији“. Маршалдолази са својом новом девојком, терапеутом за самопомоћ који је превише заинтересован за расправу о смрти, све док не открије да ће тело бити будно доведено у Еди дневну собу. Касније, док Еди приказује Патси своје ново уметничко дело, случајно примете лијес усред свега и питају се да ли је то умјетност. Сафрон, потпуно изнервиран себичним ставом своје мајке, забрањује Еди са сахране, остављајући њу и Патси да утону у својој тузи. Еди изненада одлучи да жели да иде на сахрану и води Патси. На гробљу, Еди пијано упада у очев гроб, а Патси падне у други отворени гроб у близини. Нико не нуди помоћ, а Еди и Патси се боре да се извуку. |                          |                   |
| 3 | ''Мароко''               | 10. фебруар 1994. |
| Еди, Патси и Сафрон иду у Маракеш из различитих разлога: Еди и Патси због фотошутинга и шопинга; док се Сафрон нада да ће народе одатле проучити у школи. По доласку, Патси и Еди одлазе директно у луксузну вилу. Тамо се срећу са старим пријатељем по имену Хамфри који се представио Сафрон са сексуалним узнемиравањем. За вечером се открива да је Патси провела годину дана живећи као мушкарац, како Еди каже. Следећег дана, током куповине на огромној пијаци на отвореном, Патси се посвађа са Сафрон и продаје је у ропство за 2000 дирхама. Касније Еди и Патси одлазе у земљу за фотографисање, али заврше насукане у Атланским планинама, прљаве, тражећи негде где да се зауставе. Након што су лутале дан или два, безнадежно изгубљене, наилазе на Сафрон која носи бурку и носи тежак терет на глави и спашава их. Последњих неколико дана свог одмора провели су дрогиране и несвесне, док се испоставило да је Сафрон сама имала неколико авантура - укључујући Јентоба, хотелског радника али то жели да сакрије од мајке. |                          |                   |
| 4 | ''Нов најбољи пријатељ'' | 24. фебруар 1994. |
| Еди се жури да припреми кућу за минималистичке укусе своје пријатељице Бетине и мужа Мака. Као резултат тога, Сафрон се привремено усељава у резиденцијалне сале свог универзитета и Патси је прилично игнорисана од стране Еди. Када Бетина и Мак стигну, они више нису у минимализму и испадају да су љути, љути родитељи новорођене бебе. Патси досеже границе са Едининим плановима и одлази. Еди покушава бити стрпљива према својим гостима, али они изазивају толико пустоши у кући да одлази накратко. У кафићу, Еди и Патси покушавају да направе једна другу љубоморном и ручавају са другим људима. Оба ручка неспретно се завршавају. Враћајући се кући, Сафрон се враћа како би пронашао Еди која планира да се реши Бетине и Мака. |                          |                   |
| 5 | ''Сиромашна''            | 3. март 1994.     |
| Еди сазнаје да су и Маршали Јустин прекинули исплате алиментације, оставивши је тако "сиромашном". Ужаснута да је приморана да ради у заједници у домовима старијих људи, она нерадо пристаје да штеди. Међутим, путовање с Патси до супермаркета је више него што су се они договарали; на путу тамо нападају возача који се дере на њих, а кад дођу до супермаркета, напуне три колица намирницама и украду флашу шампањца. Един "мањи" аутомобил Алфа Ромео стеже се испред Харвија Николса, а они су касније ухапшене због вожње у пијаном стању и многих других оптужби. На дан суђења Еди покушава да оправда своје поступке, али нема никакве разлике; поред огромне новчане казне, она и Патси су осуђене на рад у заједници. Њихов задатак је постављање изолације поткровља у дом за старије људе. |                          |                   |
| 6 | ''Рођења''               | 10. март 1994.    |
| Патси изазива пожар у кухињи заспавши са упаљеном цигаретом. Следећег дана Еди разматра нови изглед кухиње, као и своје спаваће собе. Центар живота у кући ускоро се премешта у дневну собу, где Сафрон планира да доведе пријатеља који похађа студијску сеансу о почецима живота, мада је касније јасно да има далеко више еротских планова. Еди и Патси, који би требало да изађу касније, желе да се друже на састанку, али све се мења када Еди мајка случајно закључа све три у соби. Док су затворене унутра, размењују приче о сопственом рођењу: Сафрон је наводно рођена на тепиху ружа, Единино рођење било је везано за стерилизацију, а напуштена Патси ушла је у свет преко боемске јазбине своје мајке у Паризу. Када им бака откључа врата, а Еди и Патси оду. Епизода се завршава повратном реакцијом Еди који планира дати Сафрон на усвајање. |                          |                   |

### 3. сезона
| Бр. еп. | Наслов                 | Премијера         |
| --- | ---------------------- | ----------------- |
| 1 | ''Квака''              | 30. март 1995.    |
| Еди је добила модеран електронски организатор и користила га је да цели дан испланира све до детаља. Међутим, и поред бројних наговештаја, не успева се сетити рођендана своје ћерке. Такође, Сафрон постаје нестрпљива јер Еди није покушала преуређивати кухињу, која је уништена ватром пре извесног времена. У ствари, она није ни одабрала дизајн. Касније тога дана сећа се врата у Њујорку, која јој се јако свидела. Она и Патси путују у Њујорк и уживају у дану; Еди проналази и фотографише кваку на вратима и прави пирсинг на пупку. Када дођу кући касно у ноћ, неко време не примете да је Сафрон преуређивала кухињу у њиховом одсуству. Кад се Сафрон суочи са мајком због тога што јој је заборавила рођендан, Еди објашњава да јој је она поклонила рођендан. |                        |                   |
| 2 | ''Срећна нова година'' | 6. април 1995.    |
| Еди и Патси планирају феноменалну новогодишњу забаву, али њихови планови пропадају када Патсијина изгубљена сестра Џеки упути позив док се припремају за излазак. Она је старија, окрутнија верзија Патси, а ускоро јој се сви не свиђају осим Патси, когју злобност уништава. Патси инсистира на томе да њену сестру поведе на забаву; Џеки, међутим, изгледа нерадо напушта кућу и тражи храну и тврди да је превише уморна да би изашла напоље. Још је горе: Џеки се потом изјави да је бескућница и да жели остати с Едијем неколико месеци док не прикупи новац за прихватилиште за нежељене мачке и псе. Патси, згрожена, помаже Џеки да опљачка Еди спаваћу собу да прикупи потребна средства, али онда одлучи да је избаци из куће. Потом одлази да покупи Еди и крене на забаву, али прекасно је. По први пут у свом одраслом животу, Еди се суочава с највећим понижењем када је у Новој години виђен окружена породицом у дневној соби. |                        |                   |
| 3 | ''Секс''               | 20. април 1995.   |
| Дискусија о повећању Едине спаваће собе доводи до ретке посете унутар једне собе. Док гледа око себе, Сафрон открива порно часопис и покушава да га баци, али Еди и Патси је у томе спречавају. Патси тада почиње да се подсећа на један секс у младости, али Еди се тога не може сетити, иако га Патси уверава да је била тамо. Испада да Еди није сексуално активна и планира ангажовати мушке проститутке преко Единог фризера за старомодну оргију, која је заказана за исту ноћ као и Шаффроново представљање "Генетике и етике" на њеном универзитету. Оргија не почиње добро; Изгледа да Еди није расположена, а ни проститутке нису превише одушевљене. Када Патси покуша оживети ствари пуштајући порно филм који је донела, испоставило се да је то генетски видео Саффрон. У страху од најгорег, Еди и Патси, у пратњи свих, одјуре на универзитет, али прекасно је.                                                                    |                        |                   |
| 4 | ''Љубомора''           | 27. април 1995.   |
| Еди је номинована да освоји ПР награду и иде до те тачке да ангажује Вил Селфа да напише говор и сукоби се са супарницом Клаудијом Бинг за најбољу позицију у близини бине. Упркос Единином подмићивању судија, Клаудија побеђује, а Еди и Патси гневно одлазе кући. Сафрон и Џерард, један од њених професора, заљубљују се и почињу да флертују у кухињи. Еди одлучи да жели да смисли кампању која ће надмашити Клаудију. Сафрон сазнаје да је Џерард ожењен и има децу. Еди чује за то и у реткој одбрани части своје ћерке удара га у лице. На ПР састанку, Един говор је украден, па се лансира у свој дијатриб који се показао прилично успешним. Еди и Патси одлазе на депонију да нађу говор, али заврше отпаду смећа који се упутио према Остендеу. |                        |                   |
| 5 | ''Страх''              | 4. мај 1995.      |
| Сафрон се иселила из куће и преноћила у универзитету, оставивши очајну Еди кући. У међувремену, Магда сугерише Патси да иде са њом на посао у Њујорк. Еди и Патси се пијано слажу једни са другима због наглих промена у њиховом животу. Сафрон се враћа и згрожен је њиховим понашањем. Еди најављује да планира продати кућу и „наћи себе“, што иритира Сафрон. Едини планови такође значе да је прекидала Патси, што ју је навело да преузме посао у Њујорку, чиме је њихов однос паузиран. |                        |                   |
| 6 | ''Крај''               | 11. мај 1995.     |
| Еди се упушта у проналажење себе, само да схвати да је то далеко испод њених очекивања. Патси се у Њујорку изгубила. Сафрон се уклапа у живот универзитета, а Грен (бака) проводи дане у Монсуновој кући, пијући шампањац и гледајући телевизију. Еди и Патси схватају да њихови животи нису ништа без ове друге, и поновно се уједињују на врху куле Карнеги Хола. Враћају се кући како би открили да је Грен ухапшена због преваре с кредитним картицама, а Сафрон губи живце због њиховог непријатног понашања. |                        |                   |
| 7 | ''Специјал епизода 1'' | 6. новембар 1996. |
| Един јутарњи ритуал је пливање с делфином. Тог поподнева Патси и Еди проводе време у теретани и канцеларији, док слушају Единин интервју снимљен за Радио 4, . У међувремену, Паоло, Сафронјин италијански дечко, предлаже брак. Патси и Еди стижу у Алпе, али то није оно што су очекивале јер нема познатих и ноћних клубова у којима би уживале. Након вечере у локалном ресторану, Патси и Еди враћају се у хотел, где се свађају. У бесу почињу да уништавају собу, у којој ће убрзо после почети да уживају. Следећег јутра Еди и Патси одлазе на скијање, али Еди се изгуби и замало падне са литице. Она "сања" о одласку у рај, али Бог јој каже да још није време. У међувремену, у Лондону, госпођа Монсун се враћа кући након што је провела један дан на аеродрому, где је отишла да се састане са пријатељима који су стигли. Упознала је жену обучену као Арапкињу која је доводи кући: случајно се ради о Бо.                      |                        |                   |
| 8 | ''Специјал епизода 2'' | 7. новембар 1996. |
| Патси и Еди враћају се како би пронашле луде пријатеље госпође Монсун који су се уселили у њену кућу. Еди лежи у кревету три дана и тврди да има стигме, где је себе насликала ружем. Сафрон, заузет припремом венчања, свађа се са Едининим тврдњама да је Исус Христ. Кад Еди схвати да су Паолови родитељи богати, коначно показује одушевљење надолазећим слављем. Сафрон је још увек нервозна пред венчањем и чини се да његови родитељи нису импресионирани њом. Паолови родитељи долазе у посету и мајка одлучује да Сафрон није довољно добра, али Патси натера да се предомисли, уцењујући је са њиховом прошлошћу као "глумице" у порнографском филму "Бонд" . Еди бира локацију за церемонију и води је код дизајнера за венчанице. Церемонија венчања почиње. Еди прекида церемонију и Паоло мирно одлази с девојком која је била деверуша. Касније Патси и Еди кажу Сафрон да иду на њен медени месец.                                |                        |                   |

### 4. сезона
| Бр. еп. | Наслов            | Премијера           |
| --- | ----------------- | ------------------- |
| 1 | ''Паралокс''      | 31. август 2001.    |
| Еди би се овог јутра требала појавити у јутарњој емисији док је Патси има у себи паралокс, опасну хемикалију која се користи у Ираку, и убризгала је то у лице како би учинила да лепше изгледа и да се реши бора. Еди одлучи да и она то себи уради али све се испада ужасно погрешно. |                   |                     |
| 2 | ''Рибља фарма''   | 7. септембар 2001.  |
| Након што су присуствовали концерту Мерлин Менсона, Еди и Патси сматрају да су им прошли рок идоли постали “мекани". Еди се следећег дана буди и открива да је Сафрон ангажовала баштована који ће уређивати њихову башту. Патси препознаје баштована Јагу Балфоур као брата једног свог старог пријатеља пријатеља Доги Балфоур који је умро од предозирања. Такође се сећа да су обоје из аристократске породице са великим имањем у земљи. Еди тада креће да заведе младог баштована. Након дивље ноћи, Јаго каже Едини да је његов брат збрисао породично богатство због дроге, натеравши га да прода имање као рибњак, на велику жалост Еди и Патси. |                   |                     |
| 3 | ''Париз''         | 14. септембар 2001. |
| Еди ће се појавити у мајка ћерка модна ревија која ће се снимати у Паризу за гламур магазин; након што не успе да обезбеди неку познату личност да прикаже своју ћерку, она одлучује да ће се морати нагодити за Сафрон. Патси је такође позвана на снимање.. Након свађе група стиже у Париз, где се испоставило да модни фотограф Ример планира фото сешн нео-пунк групе.. После свађе између Еди и Сафрон око коришћења водича у Паризу, Сафрон пристаје да истражује сама. Шетају се ипак у пару, ручају у ресторанима - где се Еди изненади кад сазна да Сафрон говори француски - и крећу се према Ајфеловом торњу како би употпунили традицију коју Еди и Патси раде сваке године у Паризу. Међутим, Еди користи ову прилику како би замолила Сафрон да се појави топлес на ревији, у којој касније постаје популарна. |                   |                     |
| 4 | ''Магарац''       | 21. септембар 2001. |
| Еди је инспирисана филмом "Секс и град", али је понуђена да се бори против избочине кад схвати да није Сара Џесика Паркер у групи, већ "магарац". Еди се одлучила да смрша и уписује се на курс вежбања у стилу кампа. Сафрон не одобрава њене методе, али такође покушава да је подстакне. Еди касније сања о Богу и Ђаву који се свађају о њој. Касније, расправа са Сафрон открива да вежбање и дијета делују. Сретнија, здравија Еди поново се састаје са својим пријатељима, али шокирана је када је сазнала од Кејти да је упркос губитку килограма "још увек дебела" да би била Сара Џесика Паркер из групе. Кроз целу причу Еди снима своје исповести на видеу. |                   |                     |
| 5 | ''Мало отварање'' | 28. септембар 2001. |
| Код куће, Еди и Патси спремају дрогу. Одједном зачују зујање који Патси греши да је пчела. Испоставило се да је Един мобилни телефон, а кад одговори, помисли да је Серж позвао помоћ. Она зове полицију, а Сафрон се враћа кући како би пронашао Еди у стању шока. Тада је откривено да је телефон случајно одабрао песму за Сафронову представу „Цвет који подиже себе“, која детаљно говори о њеном животу и на негативан начин приказује Еди и Патси. На дан премијере, Јустин, Бо, Гран и Маршалодлазе како би пожељели срећу Сафрону, на штету Еди. Сафрон шири својеврсне гране маслина остављајући карту за мајку; Еди је опрезна да присуствује, али на крају она и Патси ипак одлазе. Представа иде добро, међутим глумци и глумци сматрају да је то комедија уместо јалове домаће трагедије коју је Сафрон намерила. Невероватно, и Еди и Патси на крају воле то (посебно Патси ужива у њеном портрету без обзира на то што је мушкарац глуми). На крају, глумачка кућа дочекује праву Еди на бини са њима, остављајући Сафрон у публици срамотом. Следећег дана, девојка која игра Сафрон толико се постиди да јој нуди цвеће, чинећи Сафрон изразито нервозном. |                   |                     |
| 6 | ''Менопауза''     | 5. октобар 2001.    |
| Еди каријера је завршена. Бабл је случајно проследио све приватне информације о Единим надолазећим свиркама свима у свом адресару, укључујући њену супарницу Клаудију Бинг, која је преузела знатан део Единих послова, укључујући проналажење посла за Твиги. У међувремену, Патси поломи руку изнад зглоба. Сафрон је невољно води свом лекару и враћа се са шокантним вестима: Патси има и остеопорозу и најмању густину костију. Сафрон закључује да је то симптом менопаузе, а само спомињање тога Еди и Патси доводи у стање панике. Сафрон организује састанак локалне групе за подршку менопаузи у дневној соби, а Еди пружа подлоге за смеће како би спречила да гости случајно уринирају по намештају. Касније, Сафрон пече питу и има ноћну мору о Патси . На аукцији је купила сперму Мика Џегера и планира да је угради у себе уколико Саффрон не дозволи Патси да користи резервну собу. |                   |                     |
| Специјал епизода | ''Геј''           | 27. децембар 2002.  |
| По повратку кући са Лондонске недеље моде, Еди се осећа јадно јер њеног сина нема у животу. Током посете Боа и Маршала случајно је откривено да је Серж геј и живи у Њујорку, а да Маршал је исто можда геј. Против Сафронових жеља, Еди користи своје надолазеће путовање у САД за недељу моде као прилику да се поново окупи са сином. Са Патси се вуче у центру за ЛГБТ заједницу да траже информације о Сержу. Саветница, Голди их примећује и у замену за информације, Патси и Еди се венчају. Еди напокон лови Сержа и шокирана је сазнањем да је њен син практично мушки еквивалент Сафрон који ради у књижари. Док је Серж згрожен што на хомосексуалце гледа као на модеран додатак, његов партнер, Мартин, одушевљава Еди.. Еди и Патси закључују своју дивљу забаву случајним паљењем шанка и хапшењем. Када дођу кући, Сафрон покушава да се надокнади са Едином, међутим открива се да се Еди одрекла Сержа у корист Мартина, кога је "усвојила". |                   |                     |

### 5. сезона
| Бр. еп. | Наслов                  | Премијера          |
| --- | ----------------------- | ------------------ |
| 1 | ''Чишћење''             | 17. октобар 2003.  |
| Един дом је у нереду, и урадила је још неколико преправки као и обично. Промене укључују базен у њеном купатилу и туш. Њена нова клијентица Ема Бунтон долази да разговара о новим пословима. Испоставило се да је Сафрон била представница школе и Емма зна да би Сафрон узнемирила Еди ружна кућа. Када схвате да се Сафрон тог дана враћа кући са волонтерског рада у Африци, Емма позива све да се очисте. Патси је опседнута тако што организује чишћење. Кад Сафрон стигне, Еди исмејава Сафрон јер је постала дебела и испунила је њену "генетску судбину". Сафрон је обавештава да није дебела, него да је трудна. Еди каже Сафрон да треба рећи људима да је одмах трудна или ће људи помислити да је дебела. |                         |                    |
| 2 | ''Књига''               | 24. октобар 2003.  |
| Еди има ноћну мору да Сафронина беба покушава да је избоде. Испоставило се да лице бебе из ноћне море припада бабици Сафрон, која је задиркивала Еди о тим ноћним морама. Еди изражава своје незадовољство због ове бебе. Сафрон позива оца бебе у кућу да му каже да је трудна. У међувремену, Еди и Патси су организовали клуб књига, али никога није заинтересовано да чита ниједну књигу осим часописа о славнима. Кад Еди открије да је Џон Џонсон, отац Сафронине бебе црнац, била пресретна јер сматра да је беба мешовите расе највећи додатак породици. Кад Сафрон каже Џону да је трудна, он одговара да би требало људима одмах рећи да је трудна или ће људи помислити да је дебела. |                         |                    |
| 3 | ''Паника''              | 31. октобар 2003.  |
| Еди гради собу за панику. Патси је у њеној радњи, Џереми, кад Мини Драјвер улази. Мини се жали што ниједобила ниједну бесплатну робу из других продавница у Бонд Стриту и сликала се како купује како би је продала папарацима. Патси је одлучна да постане њен стилиста, па ће касније позвати њу у Еди кућу. Скупила је дизајнерску одећу са којима ће обући Мини. Кад Минние пожели огрлицу коју Еди носи, Патси се бори са Едином и оне се случајно закључавају у соби за панику. Они верују да неће моћи да побегну данима, јер се Патси успаничила и наставила да притиска тастере. Док су закључане, они играју игрицу преко интерфона и камере са Сафи. Такође откривају да је Мини понела сву дизајнерску одећу. На крају, Патси и Еди откривају да су били закључане само неколико сати. |                         |                    |
| 4 | ''Лов, пуцање, пецање'' | 7. новембар 2003.  |
| Еди започиње рекламну кампању за кекс принца Чарслаа и тврди да је то "по краљевском договору". Сходно томе, почиње да се повезује са богатом популацијом социјалиста и купује викенд у хотелу у сеоској кући на аукцији Татлер. Сафрон обично не одобрава Едине планове за лов. По доласку, Патси и Еди открију да ништа није у сезони, а место нема чак ни џакузи или масажу. Тако се задовољавају јахањем и пуцањем глинених голубова. Патси каже Едини да су јој се Ротшилдови смејали. Еди се наљути и одлучи да ће нешто убити, и излази са Патси са пиштољима. У хотел доносе фазана који Еди одлаже у ормар. Ујутро открију да је фазан још увек жив. Патси говори Еди да га повуче за врат, али Еди га веже и дрогира и пушта у парк. Код куће Ема Бунтон и Сара доносе Сафрон поклоне за бебу, а Сара постаје опседнута Емом. Сара прати Ему, а Сафрон на крају зове полицију и Сара је ухапшена. |                         |                    |
| 5 | ''Рођење''              | 14. новембар 2003. |
| Сафрон припрема свој порођајни комплет. У свако доба треба да се породи, а жели да се породи код куће. Патси је хостеса у Ројал Алберт Халу, а она стиже у врло скупој, једнократној хаљини, направљеној од слине свилене бубе. Еди помаже Патси да увежба свој говор, али прекидају је Кати Грин, Бо и Маршал. Кејти говори о свом раду у мјузиклу Чикаго. Бо и Маршалразговарају о својој служби усвајања, која је услуга за запослене холивудске глумице које немају времена или жеље за трудноћом. Сафрон и Патси гурају се покушавајући да се попну уз степенице, а затим одједном Сафронјин водењак пукне разбију, пролевајући воду по Патсијевој скупој одећи. Госпођа М. покушава спасити хаљину Патси али она је случајно спали гвожђем. Сафрон се повлачи у своју спаваћу собу. У ретком тренутку подршке својој ћерки, Еди каже Патси да неће моћи да оде у ТВ емисију. Кејти лукаво телефонира да би рекла да може да попуни Патси на додели. Џон и Џастин стижу у кућу, а Еди покушава да се појави са бившим мужем рекавши Џону да је Џастин геј. Бо се напије и развије заверу да уузме бебу за усвајање. Јустин и Џон одлазе да промене подешавања топле воде, али случајно искључе струју куће. Патси испробава неку Еди одећу. Кати бежи како би биа на додели. Еди штити своју кћер од Бо и Маршалове шеме отмица детета, али Патси одлучи помоћи Бо и Маршалу да добију дете. Сафи на крају роди здраву девојчицу. Она и Џон бебу називају "Џејн", али Еди преферира име "Лола". Бо и Маршал су напустили кућу мислећи да су узели дете. |                         |                    |
| 6 | ''Увлачење''            | 28. новембар 2003. |
| Един 'нови' дечко Пит је тонац који је радио у Абеј Роад Студиос у време које су тамо снимали Битлса и који је пронашао неколико необјављених касета. У студију се девојке забављају, а Еди пева песму „Шетајући низ пут“ коју воли. Постоје флешбекови из шездесетих година где је Патси мушкарац и они су на снимању албума. Поновно код куће, Елтон Џон био је позван на забаву да дебитује нас снимању албума, али нервира се и одлази кад открије да су у позадини ковали план само да свира клавир. Коначно, непосредно након што је предложио брак Еди, Пете пушта музику на забави. Уместо Битлса, Еди се чује како пева. Очигледно да је то зато што је Патси грешком притиснула дугме за снимање на диктафону у студију док је тражила шампањац у контролној соби, а Еди је несвесно певала. Након што је схватио да су заувек изгубљени, Пит се сруши на под. Епизода се завршаваса Еди, која најављује да одлази у Њујорк јер Јоко Оно жели да сними албум. |                         |                    |
| 7 | ''Експлоатација''       | 5. децембар 2003.  |
| Патси је резервисала Сафронино дете Џејн (Лола) за фотографисање са Жан-Паулом Гаултиером. Бака обично чува Џејн четвртком, тако да Сафрон може изаћи са Џоном. Али Гран не долази овог четвртка, јер јој је Еди забранила да долази у кућу. Тако су Сафрон и Џон остали код куће, а Патси не може водити бебу на фотографисање. Патси и Еди иду на Сафрониној несигурности, и кажу јој да ће Џон изгубити интересовање за њу, Сафрон се расплаче и пристане и замоли Еди да пази на Џејн док она излази с Џоном. Еди и Патси планирају да одведу бебу на фотографисање у лондонском зоолошком врту. Сафрон се враћа и открива да су извели бебу против њених жеља, а Еди објашњава да се везала за Џејн, међутим касније се открива да је Еди донела кући погрешну бебу. |                         |                    |
| 8 | ''Хладна ћуретина''     | 24. децембар 2003. |
| Еди је први пут икада пристала да остане код куће и Божић проведе са породицом. Еди обично прикрива куповину огромног дрвета и тона поклона. Патси је веома узнемирена што не може отићи на одмор са Едином као и сваке године, јер мрзи Божић. Патси има необичне божићне успомене из свог детињства. Неко негде забоде иглу у вуду лутку Патси и она се у боловима сруши испод божићне јелке. Иако је Еди и Сафрон игноришу, Џон инсистира да Патси мора ићи у болницу. У болници, лекари кажу Едини да је Патси јако болесна и да може да умре. Еди и Сафрон враћају се у кућу како би наставиле прославу Божића. Усред ноћи, Патсијина отуђена сестра Џеки стиже да је посети. Следећег дана Еди и Сафрон одлазе тек да од медицинске сестре сазнају да је Патси умрла, а тек онда сазнају да је уместо ње била Џеки. На божићном ручку, Патси шокира све тражећи део ћурке. Успева да се жваће и гута, али пошто деценијама не једе чврсту храну, гуши се. |                         |                    |
| 9 | ''Специјал епизода''    | 25. децембар 2004. |
| Еди поново одлучује да преуреди кухињу и позове своје старе минималистичке пријатеље. Испада да је Бетина разведена и да је клинички сулуда, а Мак је откривен да је геј. Бетина кухињу претвара у белу кутију без степеница, али Еди је мрзи. Патси, у међувремену, развија озбиљне здравствене проблеме. Сафрон се враћа са свог венчања са Џоном у Кенији и открива да је полигамиста. Еди и Патси одлазе да би се упознали са дизајнерима Теренсом Конраном и Кунзом. У Кунзовој продавници Еди тврди да је у претходном животу видела своју идеалну кухињу, па је ангажовала медијум. Сесија доводи до толиког поремећаја у домаћинству да се Сафрон и Еди још једном свађају, а Еди гневно удара по беби Џејн. Сафрон је коначно стигла и избацује Еди и Патси из куће. Еди и Патси завршавају у елегантном излогу прозора Теренса Конрана. |                         |                    |

### Специјал за годишњицу
| Бр. еп. | Наслов              | Премијера          |
| --- | ------------------- | ------------------ |
| 1 | ''Идентитет''       | 25. новембар 2011. |
| Еди узима Сафрон из затвора где је провела две године након што је дала лажне пасоше азилантима. Након што је дочекала дом Сафрон, Сафрон долази у посету цимерки из затвора Барон, али убрзо је откривено да је Барон Патси продавала дрогу и Патси јој дугује 50.000 фунти. Тада се појави Сафина пријатељица Сара и открива се да је оставила дрогу и сада јој је боље и пије таблете. Касније, Еди и Патси морају смислити начин да дођу до новца, што значи да се Патси мора до краја живота изборити да би примила плату и пензију. |                     |                    |
| 2 | ''Посао''           | 1. јануар 2012.    |
| Када Сафрон оптужи Еди да годинама није радила поштено, она и Патси одлучују покушати да је импресионирају тако што ће њена омиљена француска певачица Џејн Дуранд певати у Ројал Алберт Халу. Међутим, убрзо откривају да Дуранд уопште не може да пева, па чак и код Лулу и Еме Бунтон изгуби се свака нада, па Бабл пева уместо Дуранд. |                     |                    |
| 3 | ''Олимпијске игре'' | 23. јул 2012.      |
| Како се приближавају Летње олимпијске игре 2012. године, Еди одлучује да изнајми кућу, док она и даље живи заједно са Сафрон, мајком и Бабл. Патси помаже Еди да уће у одећуу којој не може у ствари да обуће како би изгледала прикладно за своје госте. С временом када Еди долази до краја, осећа да јој се врата затварају, Еди је изнервирана откривши да јој је продавница Стела Макартни затворена. Да би додала на своју беду, Бо и Маршал стижу да остану на Играма.                                                             |                     |                    |

## Филм
Године 2011. је Саундерс изјавила да би хтела да сними филм 2012. године где се Еди и Патси буде у јахти олигарха на океану.  Следеће године је изјавила да ради на сценарију филма. 
Почело се са пост—продукцијом филма 2015. године. 